# Pamięć kolektywna
Zasugerowano, aby zintegrować ten artykuł z artykułem Pamięć zbiorowa. Nie opisano powodu propozycji integracji.
Pojęcie pamięci kolektywnej zostało stworzone przez francuskiego socjologa i filozofa Maurycego Halbwachsa. Określa ono pamięć dziedziczoną lub tworzoną przez określoną grupę ludzi, która posiada wspólny rodowód (ród, naród, ludzkość) i zmierza ku podobnym celom. W odróżnieniu do pamięci indywidualnej, która jest jedynie zapisem doświadczeń pojedynczego człowieka, pamięć kolektywna nie ogranicza się do subiektywnego rejestrowania świata, lecz jest syntezą przeżyć wielu istnień. Dzięki temu istnieje fundament służący łatwiejszej komunikacji w kolektywie a także ułatwia ona niezmiernie poznawanie i rozpoznanie innego członka danej grupy.